# زفتى (مركز)
مركز زفتى، مركز إداري مصري. يقع في محافظة الغربية الواقعة شمال جمهورية مصر العربية في دلتا النيل. القاعدة الإدارية للمركز هي مدينة زفتى الواقعة على نهر النيل وهى مركز حدود مع محافظة الدقهلية ومحافظة المنوفية.

## التاريخ

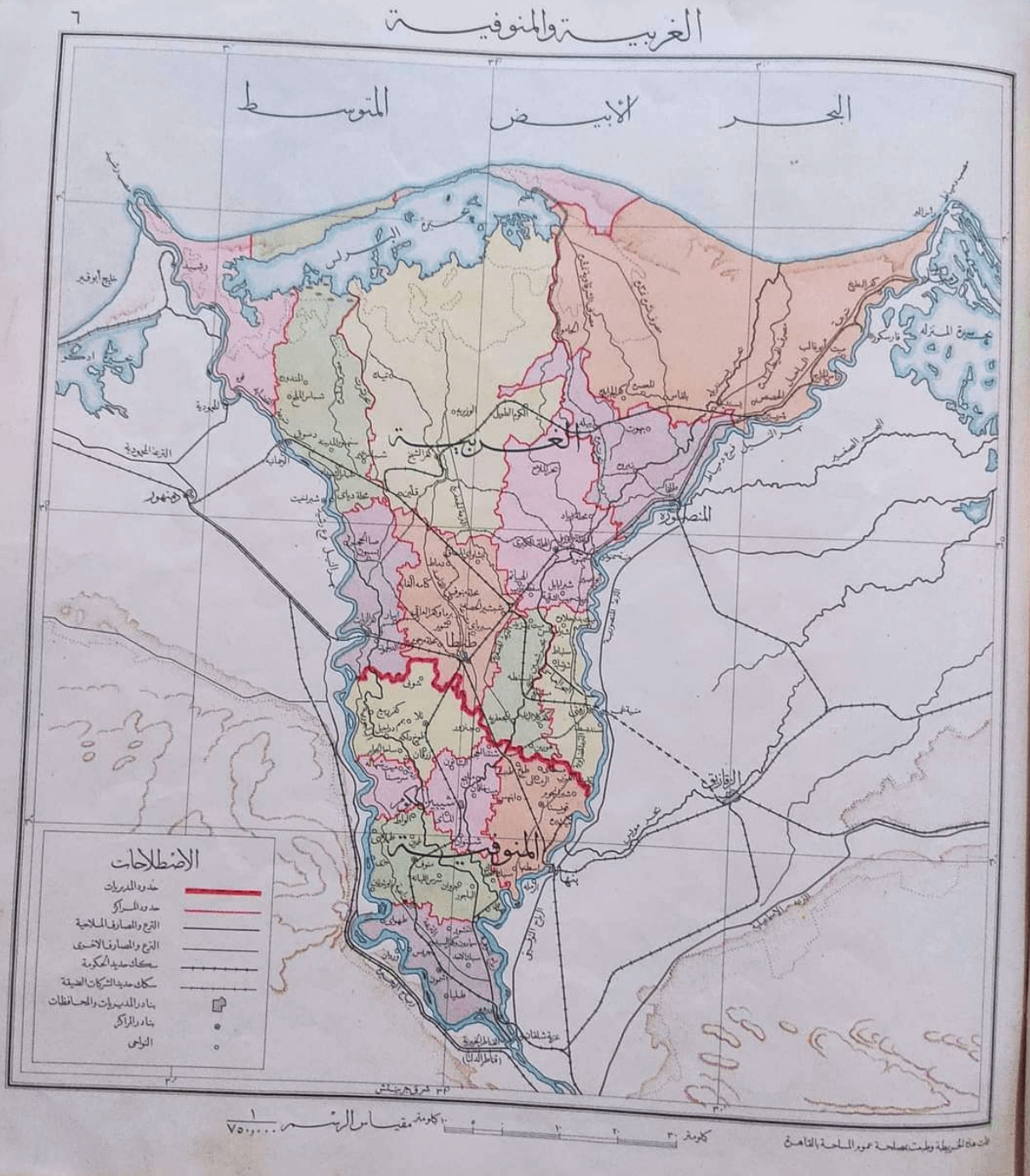
خريطة تظهر المركز باللون الأصفر في عام 1914

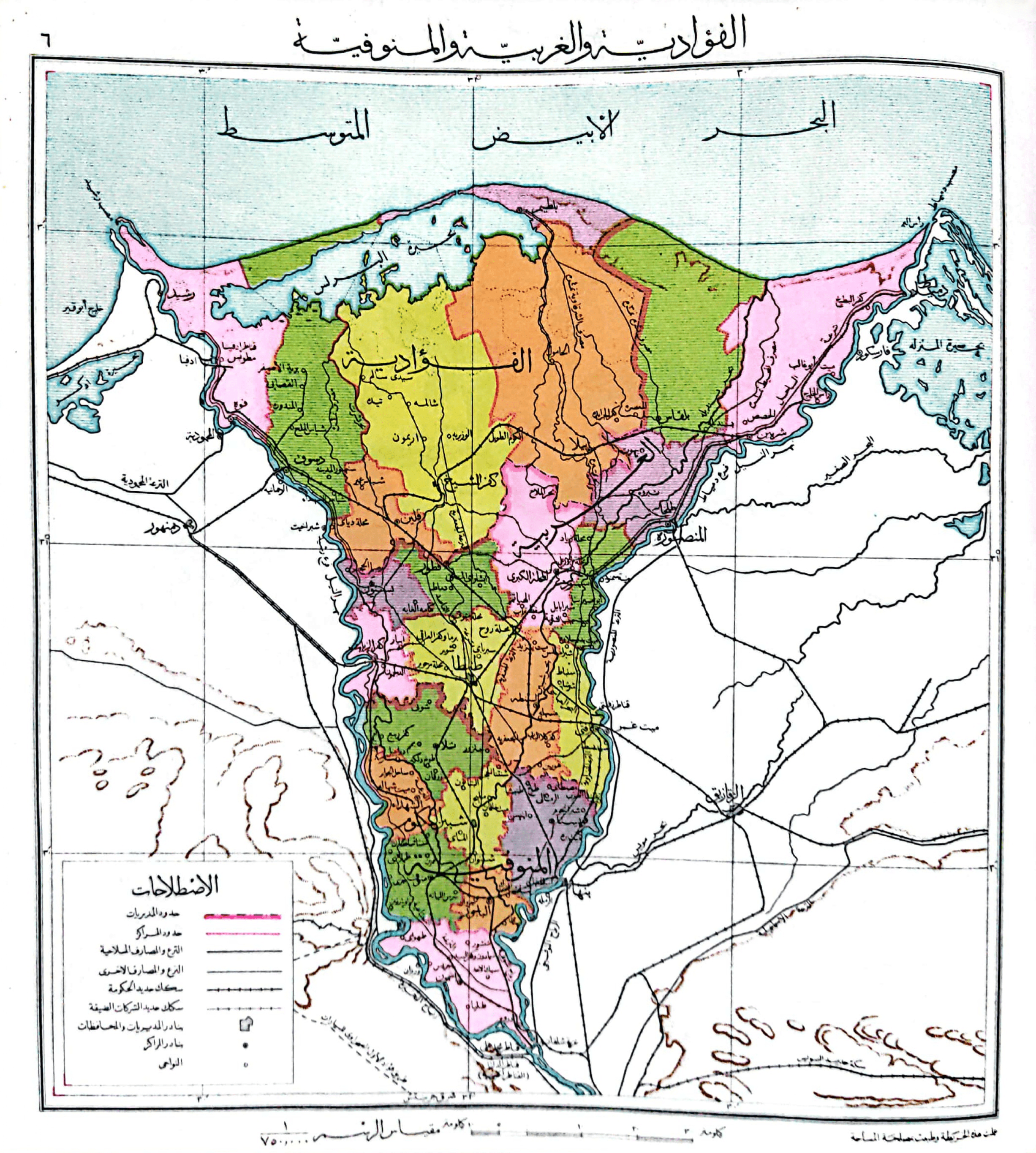
خريطة للمركز بالأصفر المخضر في عام 1951

أنشئ قسم زفتى في 1826 جلعت مدينة زفتى مقره ثم غير اسمه إلى مركز زفتى. فصلت 12 ناحية عن المركز لتضم لمركز قويسنا الجديد بمديرية المنوفية في 1 يناير 1897.
صدر قرار في 18 إبريل 1871 بإنشاء مركز سمنود من 22 ستة منها من مركز زفتى ثم أعيدت ناحية شبرا اليمن إلى مركز زفتى لتصبح بلدات المركز 21 بلدة، تبع ذلك إلغاء المركز وإعادة بلداته إلى مراكزها الأصلية في 16 مايو 1929 وإعادة إنشائه في 13 أبريل 1930 ثم إلغائه 24 فبراير 1931 ثم أخيرًا أعيد المركز في 2 مارس 1935 وفي كل تلك المرات كانت القرى الخمس قرى تعاد لمركز زفتى ثم تفصل عنه.
فصلت جزيرة الحاجي عن المركز وضمها لمركز ميت غمر في عام 1960. فصلت مدينة زفتى عن المركز في عام 2017 وذلك بعد إنشاء قسم شرطة منفصل عن قسم شرطة مركز زفتى.

## التقسيم الإداري
تبلغ مساحة مركز مدينة زفتى 210.11 كم2 وهو ثاني أصغر مراكز المحافظة حسب السكان. يتكون مركز زفتى من 9 وحدات محلية (الغريب وسنبو الكبرى ونهطاى وشبراملس وتفهنا العزب وسنباط وشرشابة وسندبسط وحانوت) و54 قرية و82 عزبة. ويرأس مجلس المدينة ومركزها إبراهيم فايد.

## الاقتصاد
تشتهر قرية شبراملس بزراعة الكتان وتصنيعه وتزرع جزء كبير من إنتاج المحافظة (البالغ 11 ألف و102 فدان كتان في 2024) إضافة إلى أن مركز تصنيع للكتان بين قرى المحافظة والمحافظات الأخرى. ويشتهر المركز أيضا بإنتاجه الكبير من الطوب الأحمر وإعادة تدوير إطارات السيارات في قريتي ميت الحارون وكفر ميت الحارون. ينتج المركز 1120 طن من الخللات سنويًا أي 24.9% من إنتاج المحافظة.
يشتهر المركز بزراعة الموالح مثل اليوسفي والبرتقال. يوجد في مركز زفتى 101 منشأة غذائية و7794 وحدة حيوانية أي 9,8 من إجمالي المحافظة.

## السكان
بلغ عدد سكان المركز 453,315 نسمة في تقدير 2024 كلهم ريفيون، عدد الرجال منهم 234,499 والنساء 218,816 نسمة. كان عدد سكان المركز 429,577 نسمة في تعداد 2017.
| عدد السكان | السنة | عدد السكان | السنة |
| ---------- | ----- | ---------- | ----- |
| 84,684     | 1882  | 192,148    | 1960  |
| 117,529    | 1897  | 247,138    | 1976  |
| 134,207    | 1907  | 315,662    | 1986  |
| 147,987    | 1917  | 366,458    | 1996  |
| 152,007    | 1927  | 445,857    | 2006  |
| 156,159    | 1937  | 429,577    | 2017  |
| 156,182    | 1947  | 453,315    | 2024  |

### الدين
آخر تعداد مصري يذكر الدين كان تعداد 1986 والذي يتضح منه أن أغلبية السكان مسلمون (312,510 نسمة) مع أقلية مسيحية صغيرة (3148 نسمة). توجد ثلاث كنائس أرثوذكسية بالمركز هي كنيسة الشهيدة رفقة في سنباط وكنيسة مارى جرجس في كفر ششتا وكنيسة مارى جرجس في مسجد وصيف.

### التعليم
يوجد في زفتى ومركزها 427 مدرسة بمختلف المراحل التعليمية إلا أنه يوجد عجز في عدد المدارس (عجز في 244 مدرسة) وارتفاع للكثافة العددية للطلاب في فصول مدراس المركز. نسبة الأمية بالمركز عالية إذ يبلغ عددهم 85,115 نسمة (21,1%) أما أكبر شريحة تعليمية فهم ذوي التعليم المتوسط 116,969 نسمة (29,1%) وهي نسبة أعلى من متوسط المحافظة وذلك في تعداد 2017.